# 嶋崎昭典
嶋崎 昭典(しまざき あきのり、1928年8月20日 - 2025年8月5日)は日本の農学者。長野県塩尻市出身。信州大学繊維学部 名誉教授、農学博士（1960年 東京大学）。

## 経歴
- 旧制松本第二中学（長野県松本県ヶ丘高等学校）、旧制高等商船学校卒業。
- 1946年 上田蚕糸専門学校(現:信州大学繊維学部)蚕糸学科入学
- 1949年 同校卒業。農林省蚕糸試験場糸試験場入局(現:蚕糸の森公園)
- 1960年 「統計的管理法に関する研究」で東京大学より農学博士
- 1961年 大日本蚕糸会[1]日本蚕糸会 貞明皇后記念蚕糸学術賞
- 1969年 信州大学繊維学部 教授(製糸・管理工学)
- 1994年 岡谷蚕糸博物館 名誉館長

## 業績
高度経済成長期、製糸業も自動繰糸機全盛期へと向かう中(1950～1960年代)、製糸工程の統計的管理法、定粒繰糸・定繊自動繰糸の基礎理論を確立。戦後日本の製糸業界発展に寄与すると共に、現在は世界的に普及した自動繰糸機の工程管理手法の礎を築いた。
信州大学教授就任後(製糸・管理工学)は、数多くの学生を指導、国際的にも門戸を拡げ世界各国の学生を受け入れた。
教授時代の中国蘇州丝绸工学院(現:蘇州大学)との交流は、後に岡谷蚕糸博物館名誉館長就任後に、岡谷市と蘇州絲博物館との学術交流協定締結へと繋がった。

## 役職
- 信州大学名誉教授
- 岡谷蚕糸博物館前名誉館長
- 中国蘇州大学名誉教授
- 日本蚕糸学会会長
- 製糸絹研究会会長
- 大日本蚕糸会理事
- 文部科学省学術審査会専門委員
- 農林水産省蚕糸業振興審議会委員長

## 学位・受賞歴
- 日本蚕糸学会賞
- (財)大日本蚕糸会 貞明皇后記念蚕糸学術賞
- (財)大日本蚕糸会 蚕糸科学功績賞
- 農林水産省試験研究一世紀記念会会長賞

## 著書
- 『管理工学入門』(農林統計協会、1973年11月)
- 『製糸技術講義』(蘇州絲綢工学院、1979年)
- 『管理工程学入門』(北京:繊維工業出版社、1983年)
- 『繭的検定及製糸品質管理』上・下(西南農業大学、1987年)
- 『真綿の文化誌』(サイエンスハウス、1992年6月) ISBN 978-4915572531

### 共著
- 『製糸技術講座』(大日本蚕糸会、1964年)
- 『農林水産試験研究のための統計的方法』(農林統計協会、1968年1月)
- 『農林水産研究のための統計的・数学的方法』(農林水産技術会議、1972年12月)
- 『管理工学入門』(農林統計協会、1973年11月)
- 『応用統計ハンドブック』(養賢堂、1978年8月)
- 『総合蚕糸学』(日本蚕糸新聞社、1979年9月)
- 『続 絹糸の構造』(信州大学繊維学部、1980年3月)
- 『我が国の製糸技術書』(千曲会、1982年9月)
- 『桑の文化誌』(郷土出版社、1986年11月)
- 『ニューファイバーサイエンス』(培風館、1990年9月)
- 『絹の文化誌』(信濃毎日新聞社、1991年8月)
- 『シルクのはなし』(技報堂、1993年1月)
- 『生糸繰糸工程の管理～時系列解析の実際～』(朝倉書店、1996年6月)
- 『Practice of Times Series Analysis』(Springer、1998年6月)
- 『真綿と紬』(日本真綿協会、2003年12月)
- 『糸の歴史』(織りの街道実行委員会、2005年11月)
- 『片倉兼太郎と諏訪の歴史』(一草社、2007年11月)